# Danh sách loài họ Trâu bò

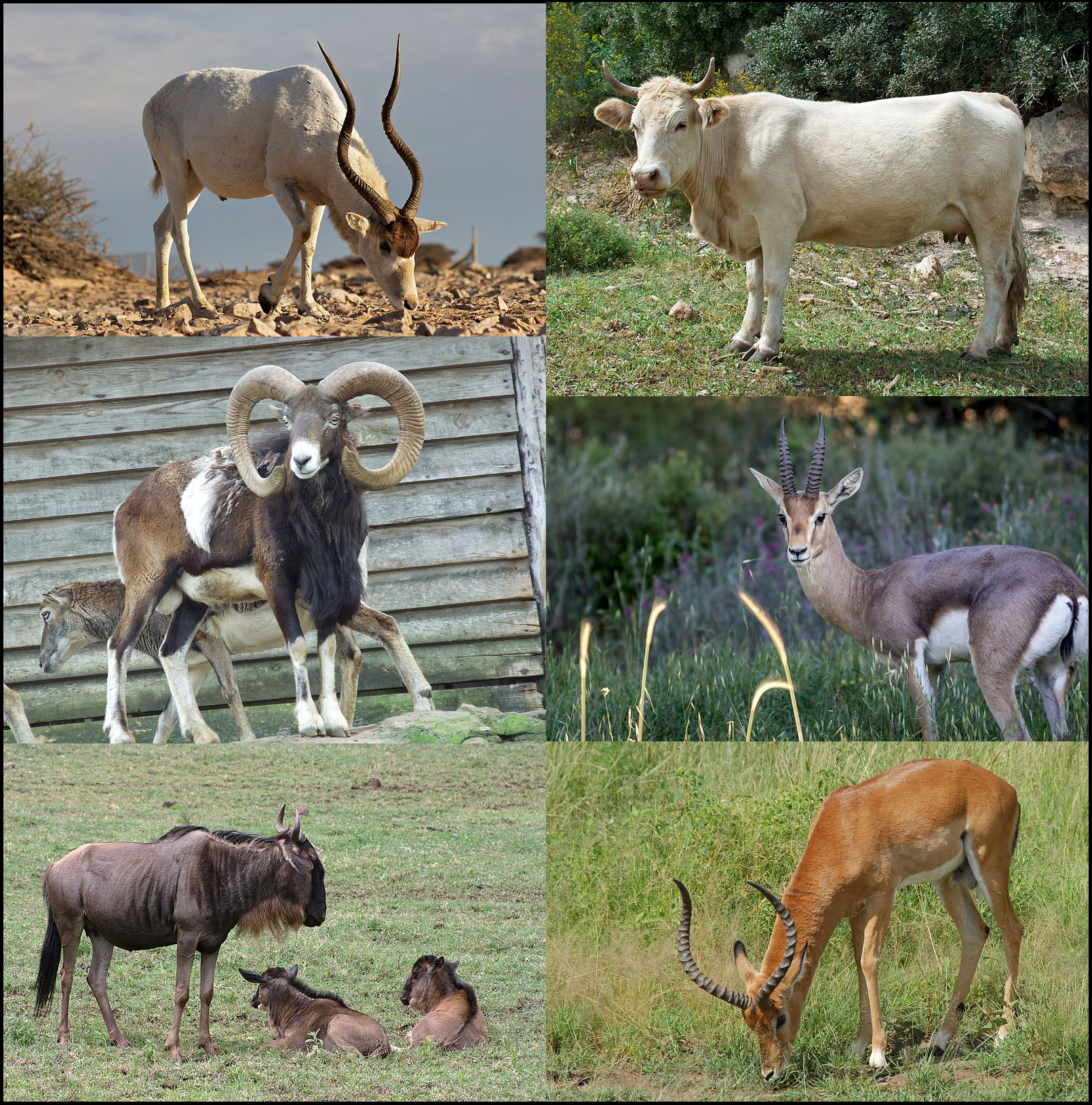
Sáu loài họ Trâu bò (theo chiều kim đồng hồ từ trên cùng bên trái): linh dương sừng xoắn châu Phi, bò nhà, linh dương núi đá Ả Rập, linh dương Impala, linh dương đầu bò xanh và cừu Mouflon

Họ Trâu bò (Bovidae) là một họ thú nhai lại có móng guốc thuộc Bộ Guốc chẵn (Artiodactyla). Trong tiếng Anh, mỗi loài trong họ này được gọi là bovid. Chúng phân bố rộng khắp châu Phi, châu Á, châu Âu, Bắc Mỹ, và được tìm thấy trong nhiều khu sinh học, điển hình nhất là rừng, xavan, cây bụi và đồng cỏ. Các loài họ Trâu bò có kích thước khác nhau, từ linh dương hoàng gia dài 38 cm (15 in) đến bò tót dài 3,3 m (11 ft), và có thể nặng đến 1.500 kg (3.300 lb). Hơn một tỷ cá thể cừu, bò nhà và dê thuần hóa, hơn 200 triệu cá thể trâu thuần hóa, 14 triệu cá thể bò Tây Tạng thuần hóa và 300.000 cá thể bò tót nhà được sử dụng trong nông nghiệp trên toàn thế giới. Nhiều loài hoang dã không có ước tính về số lượng dân số, mặc dù linh dương Impala, linh dương nhảy và linh dương bụi rậm phương Bắc có quy mô quần thể hơn một triệu con, trong khi một số loài bò rừng được coi là có nguy cơ tuyệt chủng hoặc cực kỳ nguy cấp với số lượng quần thể thấp tới 25 cá thể. Ngoài ra, loài linh dương sừng mác tuyệt chủng trong tự nhiên, linh dương lam đã tuyệt chủng 200 năm trước và bò rừng châu Âu đã tuyệt chủng cách đây 400 năm. Loài tuyệt chủng thứ ba, linh dương gazelle đỏ, có khả năng chưa bao giờ tồn tại, và loài bò xám có khả năng đã tuyệt chủng khi không có ai nhìn thấy loài này kể từ năm 1969.
Họ Trâu bò có 146 loài còn tồn tại thuộc 52 chi trong 8 phân họ: Aepycerotinae (linh dương Impala), Alcelaphinae (linh dương Hartebeest, linh dương đầu bò và họ hàng), Antilopinae (linh dương, linh dương Gazelle, và họ hàng), Bovinae (bò nhà, trâu, bò rừng bison và các loài linh dương khác), Caprinae (dê, cừu, sơn dương, tỳ linh và họ hàng), Cephalophinae (linh dương hoẵng), Hippotraginae (linh dương sừng xoắn châu Phi, linh dương sừng thẳng và họ hàng) và Reduncinae (linh dương lau sậy và linh dương Kob). Các loài tuyệt chủng cũng được xếp vào các phân họ này, cũng như các phân họ tuyệt chủng Hypsodontinae, Oiocerinae và Tethytraginae. Hơn 100 loài họ Trâu bò đã tuyệt chủng đã được phát hiện, mặc dù do các nghiên cứu và khám phá vẫn đang tiếp diễn, số lượng và phân loại chưa chắc chính xác.

## Quy ước
Mã tình trạng bảo tồn được liệt kê tuân theo Sách đỏ các loài bị đe dọa của Liên minh Bảo tồn Thiên nhiên Quốc tế (IUCN). Bản đồ phân bố được đính kèm nếu có thông tin. Khi không có thông tin về bản đồ phân bố, sẽ được thay thế bằng mô tả về phạm vi môi trường hoạt động của loài. Vùng phân bố dựa trên danh sách đỏ IUCN cho loài đó trừ khi có ghi chú khác. Tất cả các loài hoặc phân loài đã tuyệt chủng được liệt kê cùng với các loài còn tồn tại đã tuyệt chủng sau năm 1500 và được biểu thị bằng biểu tượng thập tự "".

## Phân loại
Họ Trâu bò có 146 loài còn tồn tại thuộc 52 chi trong 8 phân họ, và được chia tiếp thành hàng trăn phân loài. Phân loại này không bao gồm các loài lai hoặc các loài tuyệt chủng thời tiền sử. Ngoài ra, linh dương lam đã tuyệt chủng 200 năm trước và bò rừng châu Âu đã tuyệt chủng cách đây 400 năm.
- Phân họ Aepycerotinae
  - Chi Aepyceros: 1 loài
- Phân họ Alcelaphinae
  - Chi Alcelaphus: 1 loài
  - Chi Beatragus: 1 loài
  - Chi Connochaetes: 2 loài
  - Chi Damaliscus: 2 loài
- Phân họ Antilopinae
  - Chi Ammodorcas: 1 loài
  - Chi Antidorcas: 1 loài
  - Chi Antilope: 1 loài
  - Chi Dorcatragus: 1 loài
  - Chi Eudorcas: 5 loài
  - Chi Gazella: 10 loài
  - Chi Litocranius: 1 loài
  - Chi Madoqua: 4 loài
  - Chi Nanger: 3 loài
  - Chi Neotragus: 3 loài
  - Chi Oreotragus: 1 loài
  - Chi Ourebia: 1 loài
  - Chi Procapra: 3 loài
  - Chi Raphicerus: 3 loài
  - Chi Saiga: 1 loài
- Phân họ Bovinae
  - Chi Bison: 2 loài
  - Chi Bos: 10 loài (1 loài tuyệt chủng)
  - Chi Boselaphus: 1 loài
  - Chi Bubalus: 5 loài
  - Chi Pseudoryx: 1 loài
  - Chi Syncerus: 1 loài
  - Chi Taurotragus: 2 loài
  - Chi Tetracerus: 1 loài
  - Chi Tragelaphus: 7 loài
- Phân họ Caprinae
  - Chi Ammotragus: 1 loài
  - Chi Arabitragus: 1 loài
  - Chi Budorcas: 1 loài
  - Chi Capra: 9 loài
  - Chi Capricornis: 4 loài
  - Chi Hemitragus: 1 loài
  - Chi Naemorhedus: 4 loài
  - Chi Nilgiritragus: 1 loài
  - Chi Oreamnos: 1 loài
  - Chi Ovibos: 1 loài
  - Chi Ovis: 7 loài
  - Chi Pantholops: 1 loài
  - Chi Pseudois: 1 loài
  - Chi Rupicapra: 2 loài
- Phân họ Cephalophinae
  - Chi Cephalophus: 15 loài
  - Chi Philantomba: 3 loài
  - Chi Sylvicapra: 1 loài
- Phân họ Hippotraginae
  - Chi Addax: 1 loài
  - Chi Hippotragus: 3 loài (1 loài tuyệt chủng)
  - Chi Oryx: 4 loài
- Phân họ Reduncinae
  - Chi Kobus: 5 loài
  - Chi Pelea: 1 loài
  - Chi Redunca: 3 loài

## Danh sách loài họ Trâu bò
Phân loại sau đây dựa trên phân loại của Mammal Species of the World (2005), cùng với các đề xuất bổ sung được chấp nhận rộng rãi kể từ khi sử dụng phân tích phát sinh chủng loại phân tử.
2 chi đã tuyệt chủng chưa phân loại
- Demecquenemia[5]
- Shaanxispira linxiaensis[6]

### Phân họ Aepycerotinae
| Tên thông thường  | Tên khoa học và phân loài | Phân bố                                                              | Kích thước và môi trường sống | Tình trạng bảo tồn và số lượng ước tính |
| ----------------- | --- | -------------------------------------------------------------------- | --- | --------------------------------------- |
| Linh dương Impala | A. melampus (Lichtenstein, 1812) 2 phân loài - A. m. melampus (Linh dương Impala thông thường) - A. m. petersi (Linh dương Impala mặt đen) | Nam Phi (vùng của linh dương Impala thông thường có màu xanh lá cây) | Kích thước: dài 120–160 cm (47–63 in), cộng đuôi 30–45 cm (12–18 in) Môi trường sống: Xavan, cây bụi và đồng cỏ Thức ăn: Cỏ và cây bụi | LC · 2.000.000                          |

### Phân họ Quyến linh (Alcelaphinae)
| Tên thông thường      | Tên khoa học và phân loài | Phân bố                              | Kích thước và môi trường sống | Tình trạng bảo tồn và số lượng ước tính |
| --------------------- | --- | ------------------------------------ | --- | --------------------------------------- |
| Linh dương Hartebeest | A. buselaphus · (Pallas, 1766) · 8 phân loài - A. b. buselaphus (Linh dương Bubal) - A. b. caama (Linh dương đỏ) - A. b. cokii (Linh dương Coke) - A. b. lelwel (Linh dương Lelwel) - A. b. lichtensteinii (Linh dương Lichtenstein) - A. b. major (Linh dương sừng móc miền Tây) - A. b. swaynei (Linh dương Swayne) - A. b. tora (Linh dương Tora) | Phân bố rải rác ở châu Phi hạ Sahara | Kích thước: dài 150–245 cm (59–96 in), cộng đuôi 30–70 cm (12–28 in)l Môi trường sống: Rừng, xavan, cây bụi và đồng cỏ Thức ăn: Cỏ | LC · Không rõ                           |

| Tên thông thường  | Tên khoa học và phân loài        | Phân bố                              | Kích thước và môi trường sống | Tình trạng bảo tồn và số lượng ước tính |
| ----------------- | -------------------------------- | ------------------------------------ | --- | --------------------------------------- |
| Linh dương Hirola | B. hunteri (P. L. Sclater, 1889) | Vùng biên giới giữa Kenya và Somalia | Kích thước: dài 120–205 cm (47–81 in), cộng đuôi 30–45 cm (12–18 in) Môi trường sống: Xavan, cây bụi và đồng cỏ Thức ăn: Cỏ, cũng như thực vật thân thảo | CR · 200–250                            |

| Tên thông thường       | Tên khoa học và phân loài | Phân bố                   | Kích thước và môi trường sống                                                                                        | Tình trạng bảo tồn và số lượng ước tính |
| ---------------------- | --- | ------------------------- | --- | --------------------------------------- |
| Linh dương đầu bò đen  | C. gnou (Zimmermann, 1780) | Nam Phi                   | Kích thước: dài 212–242 cm (83–95 in), cộng đuôi 31–45 cm (12–18 in) Môi trường sống: Cây bụi và đồng cỏ Thức ăn: Cỏ | LC · 11.200                             |
| Linh dương đầu bò xanh | C. taurinus (Burchell, 1824) 5 phân loài - C. t. albojubatus (Linh dương đầu bò râu trắng miền đông) - C. t. cooksoni (Linh dương đầu bò Cookson) - C. t. johnstoni (Linh dương đầu bò Nyassaland) - C. t. mearnsi (Linh dương đầu bò râu trắng miền tây) - C. t. taurinus (Linh dương đầu bò thông thường) | Miền nam và đông châu Phi | Kích thước: dài 170–240 cm (67–94 in), cộng đuôi 60–100 cm (24–39 in) Môi trường sống: Xavan và đồng cỏ Thức ăn: Cỏ  | LC · Không rõ                           |

| Tên thông thường           | Tên khoa học và phân loài | Phân bố                              | Kích thước và môi trường sống | Tình trạng bảo tồn và số lượng ước tính |
| -------------------------- | --- | ------------------------------------ | --- | --------------------------------------- |
| Linh dương đồng cỏ Nam Phi | D. pygargus (Pallas, 1767) 2 phân loài - D. p. phillipsi (Linh dương mặt trắng) - D. p. pygargus | Nam Phi                              | Kích thước: dài140–160 cm (55–63 in), cộng đuôi 30–45 cm (12–18 in) Môi trường sống: Cây bụi và đồng cỏ Thức ăn: Cỏ và cây bụi ở đồng cỏ cháy | LC · 55.000                             |
| Linh dương Tsessebe        | D. lunatus (Burchell, 1823) 6 phân loài - D. l. jimela (Linh dương Topi) - D. l. korrigum (Linh dương Senegal) - D. l. lunatus (Linh dương Tsessebe thông thường) - D. l. superstes (Linh dương Bangweulu) - D. l. tiang (Linh dương Tiang) - D. l. topi (Linh dương Topi ven biển) | Phân bố rải rác ở châu Phi hạ Sahara | Kích thước: dài 150–230 cm (59–91 in), cộng đuôi 36–42 cm (14–17 in) Môi trường sống: Xavan, vùng cây bụi và đồng cỏ Thức ăn: Cỏ              | LC · Không rõ                           |

### Phân họ Linh dương (Antilopinae)
| Tên thông thường      | Tên khoa học và phân loài | Phân bố       | Kích thước và môi trường sống                                                                                                | Tình trạng bảo tồn và số lượng ước tính |
| --------------------- | ------------------------- | ------------- | --- | --------------------------------------- |
| Linh dương đuôi cương | A. clarkei (Thomas, 1891) | Sừng châu Phi | Kích thước: dài 152–168 cm (60–66 in), cộng đuôi 25–35 cm (10–14 in) Môi trường sống: Cây bụi và đồng cỏ Thức ăn: Lá và chồi | VU · 2.800                              |

| Tên thông thường | Tên khoa học và phân loài                                                                             | Phân bố          | Kích thước và môi trường sống | Tình trạng bảo tồn và số lượng ước tính |
| ---------------- | --- | ---------------- | --- | --------------------------------------- |
| Linh dương nhảy  | A. marsupialis (Zimmermann, 1780) 3 phân loài - A. m. angolensis - A. m. hofmeyri - A. m. marsupialis | Tây nam châu Phi | Kích thước: dài 120–150 cm (47–59 in), cộng đuôi 14–28 cm (6–11 in) Môi trường sống: Xavan, cây bụi, đồng cỏ và sa mạc Thức ăn: Cây bụi và cỏ | LC · 1.400.000–1.750.000                |

| Tên thông thường     | Tên khoa học và phân loài                                                        | Phân bố                              | Kích thước và môi trường sống                                                                                             | Tình trạng bảo tồn và số lượng ước tính |
| -------------------- | -------------------------------------------------------------------------------- | ------------------------------------ | --- | --------------------------------------- |
| Linh dương đen Ấn Độ | A. cervicapra (Linnaeus, 1758) 2 phân loài - A. c. cervicapra - A. c. rajputanae | Ấn Độ (vùng trước đây màu xanh nhạt) | Kích thước: dài tới 120 cm (47 in) Môi trường sống: Rừng, đồng cỏ và sa mạc Thức ăn: Cỏ, cũng như lá khô, hoa và trái cây | LC · 35.000                             |

| Tên thông thường | Tên khoa học và phân loài   | Phân bố       | Kích thước và môi trường sống                                                                                       | Tình trạng bảo tồn và số lượng ước tính |
| ---------------- | --------------------------- | ------------- | --- | --------------------------------------- |
| Linh dương Beira | D. megalotis (Menges, 1894) | Sừng châu Phi | Kích thước: dài 76–87 cm (30–34 in), cộng đuôi 5–8 cm (2–3 in) Môi trường sống: Cây bụi và vùng đá Thức ăn: Cây bụi | VU · 7.000                              |

| Tên thông thường      | Tên khoa học và phân loài | Phân bố                            | Kích thước và môi trường sống | Tình trạng bảo tồn và số lượng ước tính |
| --------------------- | --- | ---------------------------------- | --- | --------------------------------------- |
| Linh dương Heuglin    | E. tilonura (Heuglin, 1863) | Đông bắc châu Phi                  | Kích thước: dài 55–120 cm (22–47 in), cộng đuôi 15–27 cm (6–11 in) Môi trường sống: Xavan và cây bụi Thức ăn: Cỏ và cây bụi                               | EN · 1.700–2.500                        |
| Linh dương Mongalla   | E. albonotata (W. Rothschild, 1903) | Nam Sudan                          | Kích thước: dài 80–120 cm (31–47 in), cộng đuôi 15–27 cm (6–11 in) Môi trường sống: Xavan và đồng cỏ Thức ăn: Cỏ và cây bụi                               | LC · Không rõ                           |
| Linh dương gazelle đỏ | E. rufina Thomas, 1894 | Bắc Phi                            | Kích thước: Không rõ Môi trường sống: Không rõ Thức ăn: Không rõ                                                                                          | DD · 0                                  |
| Linh dương trán đỏ    | E. rufifrons (Gray, 1846) 5 phân loài - E. r. centralis (Linh dương trán đỏ Đông Tchad) - E. r. hasleri (Linh dương trán đỏ Bắc Nigeria) - E. r. kanuri (Linh dương trán đỏ Kanuri) - E. r. laevipes (Linh dương trán đỏ Nubia) - E. r. rufifrons (Linh dương trán đỏ Senegal) | Vùng Sahel ở trung và tây châu Phi | Kích thước: dài 80–120 cm (31–47 in), cộng đuôi 15–27 cm (6–11 in) Môi trường sống: Rừng, xavan, cây bụi và đồng cỏ Thức ăn: Cỏ và cây bụi                | VU · Không rõ                           |
| Linh dương Thomson    | E. thomsonii (Günther, 1884) 2 phân loài - E. t. nasalis (Linh dương Thomson Serengeti) - E. t. thomsonii (Linh dương Thomson miền Đông) | Đông Phi                           | Kích thước: dài 80–120 cm (31–47 in), cộng đuôi 15–27 cm (6–11 in) Môi trường sống: Xavan và đồng cỏ Thức ăn: Cỏ, cũng như thực vật thân thảo và trái cây | LC · 145.000                            |

| Tên thông thường             | Tên khoa học và phân loài | Phân bố                   | Kích thước và môi trường sống | Tình trạng bảo tồn và số lượng ước tính |
| ---------------------------- | --- | ------------------------- | --- | --------------------------------------- |
| Linh dương gazelle Ả Rập     | G. arabica (Lichtenstein, 1827) 2 phân loài - G. a. arabica - G. a. bilkis | Bán đảo Ả Rập             | Kích thước: dài khoảng 100 cm (39 in), cộng đuôi 9 cm (4 in) Môi trường sống: Cây bụi và đồng cỏ Thức ăn: Cói Cyperus                                                                          | VU · 5.000–7.000                        |
| Linh dương gazelle cát Ả Rập | G. marica Thomas, 1897 | Bán đảo Ả Rập             | Kích thước: dài khoảng 97 cm (38 in), cộng đuôi 15 cm (6 in) Môi trường sống: Sa mạc Thức ăn: Cỏ và thực vật thân thảo                                                                         | VU · 1.700–2.200                        |
| Linh dương Chinkara          | G. bennettii (Sykes, 1831) 6 phân loài - G. b. bennettii (Linh dương Chinkara Deccan) - G. b. christii (Linh dương Chinkara Gujarat) - G. b. fuscifrons (Linh dương Chinkara Kennion) - G. b. karamii (Linh dương Chinkara Bushehr) - G. b. salinarum (Linh dương Chinkara núi Salt) - G. b. shikarii (Linh dương Chinkara Jebeer) | Nam Á                     | Kích thước: dài 90–120 cm (35–47 in) Môi trường sống: Rừng, cây bụi, đồng cỏ và sa mạc Thức ăn: Cỏ, lá, hoa màu và trái cây                                                                    | LC · 50.000–70.000                      |
| Linh dương vằn               | G. cuvieri (Ogilby, 1841) | Tây bắc châu Phi          | Kích thước: dài 95–105 cm (37–41 in), cộng đuôi 15–20 cm (6–8 in) Môi trường sống: Rừng, cây bụi, vùng đá và sa mạc Thức ăn: Lá và cỏ                                                          | VU · 2.300–4.600                        |
| Linh dương Ai Cập            | G. dorcas (Linnaeus, 1758) 6 phân loài - G. d. beccarii (Linh dương Ai Cập Eritrea) - G. d. dorcas (Linh dương Ai Cập thông thường) - G. d. isabella (Linh dương Ai Cập Isabelle) - G. d. massaesyla (Linh dương Ai Cập Maroc) - G. d. osiris (Linh dương Ai Cập Sahara) - G. d. pelzelnii (Linh dương Ai Cập Pelzeln)             | Bắc Phi                   | Kích thước: dài 90–110 cm (35–43 in), cộng đuôi 15–20 cm (6–8 in) Môi trường sống: Cây bụi, đồng cỏ và sa mạc Thức ăn: Hoa, lá và vỏ Vachellia tortilis, cũng như các loại trái cây và lá khác | VU · Không rõ                           |
| Linh dương Erlanger          | G. erlangeri Neumann, 1906 | Bán đảo Ả Rập             | Kích thước: dài 110–125 cm (43–49 in), cộng đuôi 15–20 cm (6–8 in) Môi trường sống: Sa mạc Thức ăn: Cỏ                                                                                         | NE · Không rõ                           |
| Linh dương bướu giáp         | G. subgutturosa (Güldenstädt, 1780) 3 phân loài - G. s. gracilicornis (Linh dương gazelle Turkmen) - G. s. subgutturosa (Linh dương gazelle Ba Tư) - G. s. yarkandensis (Linh dương gazelle Yarkand) | Tây và trung châu Á       | Kích thước: dài 90–115 cm (35–45 in), cộng đuôi 15–20 cm (6–8 in) Môi trường sống: Cây bụi, đồng cỏ và sa mạc Thức ăn: Cỏ và cây thấp                                                          | VU · 42.000–49.000                      |
| Linh dương núi đá Ả Rập      | G. gazella (Pallas, 1766) 6 phân loài - G. g. acaciae - G. g. cora - G. g. darehshourii - G. g. farasani - G. g. gazella - G. g. muscatensis | Địa Trung Hải vùng Tây Á  | Kích thước: dài 100–125 cm (39–49 in), cộng đuôi 8–13 cm (3–5 in) Môi trường sống: Sa mạc và ven biển Thức ăn: Cỏ, thảo mộc và cây bụi                                                         | EN · 2.500                              |
| Linh dương vằn sừng nhỏ      | G. leptoceros (F. Cuvier, 1842) 2 phân loài - G. l. leptoceros - G. l. loderi | Phân bố rải rác ở Bắc Phi | Kích thước: dài 100–110 cm (39–43 in), cộng đuôi 15–20 cm (6–8 in) Môi trường sống: Sa mạc Thức ăn: Thảm thực vật sa mạc                                                                       | EN · 300–600                            |
| Linh dương Speke             | G. spekei Blyth, 1863 | Sừng châu Phi             | Kích thước: dài 95–105 cm (37–41 in), cộng đuôi 15–20 cm (6–8 in) Môi trường sống: Cây bụi, đồng cỏ và sa mạc Thức ăn: Cỏ và lá                                                                | EN · Không rõ                           |

| Tên thông thường   | Tên khoa học và phân loài | Phân bố       | Kích thước và môi trường sống                                                                                       | Tình trạng bảo tồn và số lượng ước tính |
| ------------------ | --- | ------------- | --- | --------------------------------------- |
| Linh dương Gerenuk | L. walleri (Brooke, 1878) 2 phân loài - L. w. sclateri (Linh dương Gerenuk miền bắc) - L. w. walleri (Linh dương Gerenuk miền nam) | Sừng châu Phi | Kích thước: dài 140–160 cm (55–63 in), cộng đuôi 2–4 cm (1–2 in) Môi trường sống: Xavan và cây bụi Thức ăn: Cây bụi | NT · Không rõ                           |

| Tên thông thường            | Tên khoa học và phân loài | Phân bố                      | Kích thước và môi trường sống | Tình trạng bảo tồn và số lượng ước tính |
| --------------------------- | --- | ---------------------------- | --- | --------------------------------------- |
| Linh dương dik-dik Günther  | M. guentheri Thomas, 1894 2 phân loài - M. g. guentheri - M. g. smithii | Sừng châu Phi                | Kích thước: dài 55–65 cm (22–26 in), cộng đuôi 3–5 cm (1–2 in) Môi trường sống: Cây bụi Thức ăn: Cây bụi, lá và hoa                                           | LC · Không rõ                           |
| Linh dương dik-dik Kirk     | M. kirkii (Günther, 1880) 4 phân loài - M. k. kirkii - M. k. cavendishi (Linh dương dik-dik Cavendish) - M. k. damarensis (Linh dương dik-dik Damara) - M. k. hindei                                                 | Đông nam và tây nam châu Phi | Kích thước: dài 52–67 cm (20–26 in), cộng đuôi 3–6 cm (1–2 in) Môi trường sống: Cây bụi Thức ăn: Lá, cũng như cỏ, thảo mộc và cói                             | LC · Không rõ                           |
| Linh dương dik-dik Salt     | M. saltiana (Desmarest, 1816) 5 phân loài - M. s. hararensis - M. s. lawrancei - M. s. phillipsi (Linh dương dik-dik Phillip) - M. s. saltiana (Linh dương dik-dik Salt) - M. s. swaynei (Linh dương dik-dik Swayne) | Sừng châu Phi                | Kích thước: dài 52–67 cm (20–26 in), cộng đuôi 3–6 cm (1–2 in) Môi trường sống: Rừng và cây bụi Thức ăn: Bụi cây keo, cũng như lá, chồi, hoa, quả và thảo mộc | LC · Không rõ                           |
| Linh dương dik-dik lông bạc | M. piacentinii Drake-Brockman, 1911 | Sừng châu Phi                | Kích thước: dài 45–50 cm (18–20 in), cộng đuôi 3–4 cm (1–2 in) Môi trường sống: Cây bụi Thức ăn: Cỏ và cây bụi                                                | DD · Không rõ                           |

| Tên thông thường       | Tên khoa học và phân loài | Phân bố                                  | Kích thước và môi trường sống | Tình trạng bảo tồn và số lượng ước tính |
| ---------------------- | --- | ---------------------------------------- | --- | --------------------------------------- |
| Linh dương Dama        | N. dama (Pallas, 1766) 3 phân loài - N. d. dama - N. d. mhorr (Linh dương Mhorr) - N. d. ruficollis (Linh dương Addra) | Phân bố rải rác ở sa mạc Sahara và Sahel | Kích thước: dài 140–168 cm (55–66 in) Môi trường sống: Xavan, cây bụi và sa mạc Thức ăn: Cây bụi và cỏ                                          | CR · 100–200                            |
| Linh dương Grant       | N. granti (Brooke, 1872) 5 phân loài - N. g. brighti (Linh dương Bright) - N. g. granti (Linh dương Grant' miền nam) - N. g. notata (Linh dương Grant miền bắc) - N. g. petersii (Linh dương Peter) - N. g. robertsi (Linh dương Robert) | Đông Phi                                 | Kích thước: dài 140–166 cm (55–65 in), cộng đuôi 20–28 cm (8–11 in) Môi trường sống: Xavan, cây bụi và đồng cỏ Thức ăn: Lá và thân, cũng như cỏ | LC · Không rõ                           |
| Linh dương Soemmerring | N. soemmerringii (Cretzschmar, 1828) 3 phân loài - N. s. berberana (Linh dương Soemmerring Somali) - N. s. butteri (Linh dương Soemmerring Borani) - N. s. soemmerringii (Linh dương Soemmerring Sudan)                                  | Sừng châu Phi                            | Kích thước: dài 125–150 cm (49–59 in), cộng đuôi 18–23 cm (7–9 in) Môi trường sống: Xavan, cây bụi và đồng cỏ Thức ăn: Lá, cỏ và thảo mộc       | VU · 4.000–5.000                        |

| Tên thông thường     | Tên khoa học và phân loài                                                                                                   | Phân bố   | Kích thước và môi trường sống | Tình trạng bảo tồn và số lượng ước tính |
| -------------------- | --- | --------- | --- | --------------------------------------- |
| Linh dương lùn Bates | N. batesi (Winton, 1903) | Trung Phi | Kích thước: dài 50–58 cm (20–23 in), cộng đuôi 4–5 cm (2–2 in) Môi trường sống: Rừng Thức ăn: Lá                                   | LC · Không rõ                           |
| Linh dương hoàng gia | N. pygmaeus (Linnaeus, 1758)                                                                                                | Tây Phi   | Kích thước: dài 38–51 cm (15–20 in), cộng đuôi 5–8 cm (2–3 in) Môi trường sống: Rừng Thức ăn: Lá và chồi, cũng như trái cây và nấm | LC · Không rõ                           |
| Linh dương Suni      | N. moschatus von Dueben, 1846 4 phân loài - N. m. kirchenpaueri - N. m. livingstonianus - N. m. moschatus - N. m. zuluensis | Đông Phi  | Kích thước: dài 57–62 cm (22–24 in) Môi trường sống: Rừng và cây bụi Thức ăn: Lá                                                   | LC · Không rõ                           |

| Tên thông thường        | Tên khoa học và phân loài | Phân bố              | Kích thước và môi trường sống                                                                            | Tình trạng bảo tồn và số lượng ước tính |
| ----------------------- | --- | -------------------- | --- | --------------------------------------- |
| Linh dương Klipspringer | O. oreotragus (Zimmermann, 1783) 5 phân loài - O. o. aceratos - O. o. oreotragus - O. o. saltatrixoides - O. o. stevensoni - O. o. tyleri | Nam và đông châu Phi | Kích thước: dài 75–115 cm (30–45 in) Môi trường sống: Xavan, cây bụi, vùng đá và sa mạc Thức ăn: Cây bụi | LC · Không rõ                           |

| Tên thông thường | Tên khoa học và phân loài | Phân bố            | Kích thước và môi trường sống                                                                 | Tình trạng bảo tồn và số lượng ước tính |
| ---------------- | --- | ------------------ | --------------------------------------------------------------------------------------------- | --------------------------------------- |
| Linh dương Oribi | O. ourebi (Zimmermann, 1782) 8 phân loài - O. o. dorcas - O. o. gallarum - O. o. haggardi - O. o. hastata - O. o. montana - O. o. ourebi - O. o. quadriscopa - O. o. rutila | Châu Phi Hạ Sahara | Kích thước: dài 92–110 cm (36–43 in) Môi trường sống: Xavan và đồng cỏ Thức ăn: Cỏ và cây bụi | LC · Không rõ                           |

| Tên thông thường           | Tên khoa học và phân loài                                                                | Phân bố                                                          | Kích thước và môi trường sống | Tình trạng bảo tồn và số lượng ước tính |
| -------------------------- | ---------------------------------------------------------------------------------------- | ---------------------------------------------------------------- | --- | --------------------------------------- |
| Linh dương Goa             | P. picticaudata Hodgson, 1846                                                            | Miền tây Trung Quốc                                              | Kích thước: dài 91–105 cm (36–41 in), cộng đuôi 8–9 cm (3–4 in) Môi trường sống: Đồng cỏ và đất ngập nước nội địa Thức ăn: Cây thân thảo và họ Đậu, cũng như cỏ và cây cói | NT · 100.000                            |
| Linh dương gazelle Mông Cổ | P. gutturosa (Pallas, 1777)                                                              | Mông Cổ và vùng Trung Á lân cận (phạm vi trước đây màu lục nhạt) | Kích thước: dài 100–130 cm (39–51 in) Môi trường sống: Đồng cỏ và sa mạc Thức ăn: Cỏ, hành và cây bụi                                                                      | LC · 500.000–1.500.000                  |
| Linh dương Przewalski      | P. przewalskii · (Büchner, 1891) · 2 phân loài - P. p. diversicornis - P. p. przewalskii | Hoa Trung                                                        | Kích thước: dài 105–110 cm (41–43 in), cộng đuôi dài tới 11 cm (4 in) Môi trường sống: Đồng cỏ và sa mạc Thức ăn: Cây bụi và cỏ                                            | EN · 1.300–1.700                        |

| Tên thông thường    | Tên khoa học và phân loài                                                                                          | Phân bố                  | Kích thước và môi trường sống | Tình trạng bảo tồn và số lượng ước tính |
| ------------------- | --- | ------------------------ | --- | --------------------------------------- |
| Linh dương Cape     | R. melanotis (Thunberg, 1811)                                                                                      | Nam Phi                  | Kích thước: dài 65–80 cm (26–31 in), cộng đuôi dài tới 4–8 cm (2–3 in) Môi trường sống: Cây bụi và đồng cỏ Thức ăn: Cây bụi và cỏ                                   | LC · Không rõ                           |
| Linh dương Sharpe   | R. sharpei Thomas, 1897                                                                                            | Đông nam châu Phi        | Kích thước: dài 65–75 cm (26–30 in), cộng đuôi 4–8 cm (2–3 in) Môi trường sống: Xavan và cây bụi Thức ăn: Cây bụi và cỏ                                             | LC · Không rõ                           |
| Linh dương Steenbok | R. campestris (Thunberg, 1811) 4 phân loài - R. c. campestris - R. c. capricornis - R. c. kelleni - R. c. neumanni | Nam và đông nam châu Phi | Kích thước: dài 70–95 cm (28–37 in), cộng đuôi 4–6 cm (2–2 in) Môi trường sống: Xavan, cây bụi và đồng cỏ Thức ăn: Cây bụi, cây địa sinh, quả mọng, hoa và trái cây | LC · Không rõ                           |

| Tên thông thường | Tên khoa học và phân loài | Phân bố                               | Kích thước và môi trường sống                                                                                    | Tình trạng bảo tồn và số lượng ước tính |
| ---------------- | --- | ------------------------------------- | --- | --------------------------------------- |
| Linh dương Saiga | S. tatarica (Linnaeus, 1766) 2 phân loài - S. t. mongolica (Linh dương Saiga Mông Cổ) - S. t. tatarica (Linh dương Saiga Nga) | Trung Á (phạm vi trước đây màu trắng) | Kích thước: dài 108–146 cm (43–57 in), cộng đuôi 6–13 cm (2–5 in) Môi trường sống: Đồng cỏ và sa mạc Thức ăn: Cỏ | CR · 123.400–124.200                    |

### Phân họ Trâu bò (Bovinae)
| Tên thông thường | Tên khoa học và phân loài | Phân bố                            | Kích thước và môi trường sống | Tình trạng bảo tồn và số lượng ước tính |
| ---------------- | --- | ---------------------------------- | --- | --------------------------------------- |
| Bò bison châu Mỹ | B. bison Linnaeus, 1758 | Phân bố rải rác ở Bắc Mỹ           | Kích thước: dài 210–380 cm (83–150 in), cộng đuôi 43–90 cm (17–35 in) Môi trường sống: Rừng, xavan, cây bụi, đồng cỏ, đất ngập nước nội địa và sa mạc Thức ăn: Cỏ, lá và rễ, cũng như cây ngải đắng | NT · 11.200–13.200                      |
| Bò bison châu Âu | B. bonasus · Linnaeus, 1758 · 3 phân loài - B. b. bonasus - B. b. caucasicus (Bò bison Kavkaz) - B. b. hungarorum (Bò bison Karpat) | Phân bố rải rác ở châu Âu và Tây Á | Kích thước: dài 280–330 cm (110–130 in), cộng đuôi 30–92 cm (12–36 in) Môi trường sống: Rừng, cây bụi, đồng cỏ và các vùng chưa rõ khác Thức ăn: Cỏ, cói và thảo mộc, cũng như cây cối và cây bụi   | NT · 2.500                              |

| Tên thông thường  | Tên khoa học và phân loài                                                                                   | Phân bố                                 | Kích thước và môi trường sống | Tình trạng bảo tồn và số lượng ước tính                          |
| ----------------- | --- | --------------------------------------- | --- | ---------------------------------------------------------------- |
| Bò rừng châu Âu   | B. primigenius Bojanus, 1827                                                                                | Châu Âu, châu Á và Bắc Phi (trước đây)  | Kích thước: Không rõ Môi trường sống: Không rõ Thức ăn: Cỏ | EX · 0                                                           |
| Bò banteng        | B. javanicus d'Alton, 1823 2 phân loài - B. j. javanicus (Bò banteng Java) - B. j. lowi (Bò banteng Borneo) | Đông Nam Á (phạm vi có khả năng màu đỏ) | Kích thước: dài 190–225 cm (75–89 in), cộng đuôi 65–70 cm (26–28 in) Môi trường sống: Rừng và đồng cỏ Thức ăn: Cỏ, cói, thảo mộc, tre và nứa, cũng như như lá, quả, hoa, vỏ cây và cành non của cây bụi và cây cối | EN · 4.000–8.000                                                 |
| Bò nhà Bali       | B. domesticus Wilckens, 1905                                                                                | Đông Nam Á                              | Kích thước: dài 190–225 cm (75–89 in), cộng đuôi 65–70 cm (26–28 in) Môi trường sống: Rừng và đồng cỏ Thức ăn: Cỏ, cói, thảo mộc, tre và nứa, cũng như như lá, quả, hoa, vỏ cây và cành non của cây bụi và cây cối | NE · Không rõ                                                    |
| Bò nhà            | B. taurus Linnaeus, 1758                                                                                    | Toàn cầu                                | Kích thước: dài 150–250 cm (59–98 in) Môi trường sống: Đồng cỏ, cây bụi, rừng và sa mạc Thức ăn: Cỏ | NE · Không rõ · (khoảng 1,4 tỷ cá thể được dùng trong canh tác)  |
| Bò tót            | B. gaurus Smith, 1827 2 phân loài - B. g. gaurus - B. g. readei                                             | Nam và đông nam châu Á                  | Kích thước: dài 250–330 cm (98–130 in), cộng đuôi 70–100 cm (28–39 in) Môi trường sống: Rừng, xavan, đồng cỏ và cây bụi Thức ăn: Cỏ, cũng như lá cây, trái cây, cành cây, vỏ cây và tre                            | VU · 6.000–21.000                                                |
| Bò tót nhà        | B. frontalis Lambert, 1804 3 phân loài - B. f. frontalis - B. f. laosiensis - B. f. sinhaleyus              | Nam Á                                   | Kích thước: dài 250–330 cm (98–130 in), cộng đuôi 70–105 cm (28–41 in) Môi trường sống: Rừng và đồng cỏ Thức ăn: Cỏ, cây thân thảo và lá                                                                           | NE · 1.000 · (khoảng 300.000 cá thể được dùng trong nông nghiệp) |
| Bò xám            | B. sauveli Urbain, 1937                                                                                     | Đông Nam Á                              | Kích thước: dài 210–223 cm (83–88 in), cộng đuôi dài tới 100 cm (39 in) Môi trường sống: Rừng, xavan và đồng cỏ Thức ăn: Cỏ, cói và cây bụi                                                                        | CR · 0–50                                                        |
| Bò hoang Tây Tạng | B. mutus (Przhevalsky, 1883)                                                                                | Trung Á                                 | Kích thước: dài 306–385 cm (120–152 in), cộng đuôi dài tới 60 cm (24 in) Môi trường sống: Đồng cỏ và sa mạc Thức ăn: Cỏ và cói, cũng như cây thân thảo                                                             | VU · 7.500–10.000                                                |
| Bò Tây Tạng       | B. grunniens Linnaeus, 1766                                                                                 | Trung Á                                 | Kích thước: dài 145–218 cm (57–86 in), cộng đuôi 60 cm (24 in) Môi trường sống: Vùng đá và đồng cỏ Thức ăn: Cỏ, cây bụi và cây thân thảo, cũng như địa y và rêu                                                    | NE · 14 triệu (trong nông nghiệp)                                |
| Bò u              | B. indicus Linnaeus, 1758                                                                                   | Châu Á                                  | Kích thước: dài 150–250 cm (59–98 in) Môi trường sống: Đồng cỏ, cây bụi, rừng và sa mạc Thức ăn: Cỏ | NE · Không rõ                                                    |

| Tên thông thường  | Tên khoa học và phân loài      | Phân bố            | Kích thước và môi trường sống                                                                          | Tình trạng bảo tồn và số lượng ước tính |
| ----------------- | ------------------------------ | ------------------ | --- | --------------------------------------- |
| Linh dương bò lam | B. tragocamelus (Pallas, 1766) | Tiểu lục địa Ấn Độ | Kích thước: dài 180–200 cm (71–79 in) Môi trường sống: Rừng, cây bụi và đồng cỏ Thức ăn: Cỏ và cây bụi | LC · 70.000–100.000                     |

| Tên thông thường      | Tên khoa học và phân loài                                                                             | Phân bố                                  | Kích thước và môi trường sống | Tình trạng bảo tồn và số lượng ước tính |
| --------------------- | --- | ---------------------------------------- | --- | --------------------------------------- |
| Trâu Anoa             | B. depressicornis (H. Smith, 1827)                                                                    | Đảo Sulawesi ở Indonesia                 | Kích thước: dài 122–188 cm (48–74 in), cộng đuôi dài tới 41 cm (16 in) Môi trường sống: Rừng Thức ăn: Cây bụi                                                                                  | EN · 2.500                              |
| Trâu núi              | B. quarlesi (Ouwens, 1910)                                                                            | Đảo Sulawesi ở Indonesia                 | Kích thước: dài 122–153 cm (48–60 in) Môi trường sống: Rừng Thức ăn: Cỏ và cây bụi | EN · 0–2.500                            |
| Trâu rừng Philippines | B. mindorensis Heude, 1888                                                                            | Đảo Mindoro ở Philippines                | Kích thước: dài khoảng 220 cm (87 in), cộng đuôi 60 cm (24 in) Môi trường sống: Rừng, cây bụi và đồng cỏ Thức ăn: Cỏ và măng non                                                               | CR · 200–300                            |
| Trâu nước             | B. bubalis (Linnaeus, 1758) 3 phân loài - B. b. bubalis - B. b. kerabau - B. b. theerapati            | Scattered Asia, Egypt, and South America | Kích thước: dài 240–300 cm (94–118 in), cộng đuôi 60–100 cm (24–39 in) Môi trường sống: Rừng và đồng cỏ Thức ăn: Cỏ, cũng như các loại thảo mộc, cây bụi và lá                                 | NE · 202 triệu (ở các trang trại)       |
| Trâu rừng             | B. arnee (Kerr, 1792) 4 phân loài - B. a. arnee - B. a. fulvus - B. a. migona - B. a. septentrionalis | Phân bố rải rác ở Đông Nam Á             | Kích thước: dài 240–300 cm (94–118 in), cộng đuôi dài tới 60–100 cm (24–39 in) Môi trường sống: Rừng, xavan, đồng cỏ và đất ngập nước nội địa Thức ăn: Cỏ và cói, cũng như trái cây và cây bụi | EN · 2.500                              |

| Tên thông thường | Tên khoa học và phân loài                                            | Phân bố                             | Kích thước và môi trường sống                                                                                              | Tình trạng bảo tồn và số lượng ước tính |
| ---------------- | -------------------------------------------------------------------- | ----------------------------------- | --- | --------------------------------------- |
| Sao la           | P. nghetinhensis Dung, Giao, Chinh, Tuoc, Arctander, MacKinnon, 1993 | Dãy Trường Sơn giữa Việt Nam và Lào | Kích thước: dài 143–150 cm (56–59 in), cộng đuôi dài tới 25 cm (10 in) Môi trường sống: Rừng Thức ăn: Lá, cũng như cây bụi | CR · 25-750                             |

| Tên thông thường   | Tên khoa học và phân loài | Phân bố            | Kích thước và môi trường sống | Tình trạng bảo tồn và số lượng ước tính |
| ------------------ | --- | ------------------ | --- | --------------------------------------- |
| Trâu rừng châu Phi | S. caffer (Sparrman, 1779) 5 phân loài - S. c. aequinoctialis (Trâu sông Nile) - S. c. brachyceros (Trâu Sudan) - S. c. caffer (Trâu Cape) - S. c. matthewsi (Trâu rừng núi) - S. c. nanus (Trâu rừng rậm châu Phi) | Châu Phi Hạ Sahara | Kích thước: dài 240–340 cm (94–134 in), cộng đuôi 75–110 cm (30–43 in) Môi trường sống: Rừng, xavan, cây bụi, đồng cỏ và đất ngập nước nội địa Thức ăn: Cỏ | NT · 398.000–401.000                    |

| Tên thông thường     | Tên khoa học và phân loài | Phân bố               | Kích thước và môi trường sống | Tình trạng bảo tồn và số lượng ước tính |
| -------------------- | --- | --------------------- | --- | --------------------------------------- |
| Linh dương Eland     | T. oryx (Pallas, 1766) 3 phân loài - T. o. livingstonei (Linh dương Eland Livingstone) - T. o. oryx (Linh dương Eland Cape) - T. o. pattersonianus (Linh dương Eland Đông Phi) | Đông và nam châu Phi  | Kích thước: dài 200–345 cm (79–136 in), cộng đuôi 50–72 cm (20–28 in) Môi trường sống: Rừng, xavan, cây bụi và đồng cỏ Thức ăn: Cây bụi                   | LC · 90.000–110.000                     |
| Linh dương Eland lớn | T. derbianus (Gray, 1847) 2 phân loài - T. d. derbianus - T. d. gigas | Tây và trung châu Phi | Kích thước: dài 210–345 cm (83–136 in), cộng đuôi 55–70 cm (22–28 in) Môi trường sống: Rừng và xavan Thức ăn: Lá, chồi, thảo mộc và trái cây, cũng như cỏ | VU · 8.400–9.800                        |

| Tên thông thường    | Tên khoa học và phân loài                                                                                   | Phân bố            | Kích thước và môi trường sống                                                                                             | Tình trạng bảo tồn và số lượng ước tính |
| ------------------- | --- | ------------------ | --- | --------------------------------------- |
| Linh dương bốn sừng | T. quadricornis (Blainville, 1816) 3 phân loài - T. q. iodes - T. q. quadricornis - T. q. subquadricornutus | Tiểu lục địa Ấn Độ | Kích thước: dài 80–110 cm (31–43 in), cộng đuôi 10–15 cm (4–6 in) Môi trường sống: Rừng và cây bụi Thức ăn: Cỏ và cây bụi | VU · 7.000–10.000                       |

| Tên thông thường              | Tên khoa học và phân loài | Phân bố                          | Kích thước và môi trường sống | Tình trạng bảo tồn và số lượng ước tính |
| ----------------------------- | --- | -------------------------------- | --- | --------------------------------------- |
| Linh dương Bongo              | T. eurycerus (Ogilby, 1837) | Miền tây và trung châu Phi       | Kích thước: dài 170–250 cm (67–98 in), cộng đuôi 45–65 cm (18–26 in) Môi trường sống: Rừng và xavan Thức ăn: Cây bụi, cũng như cỏ                                       | NT · 15.000–25.000                      |
| Linh dương Kudu lớn           | T. strepsiceros (Pallas, 1766) 3 phân loài - T. s. chora - T. s. cottoni - T. s. strepsiceros                                                                             | Miền trung, đông và nam châu Phi | Kích thước: dài 180–250 cm (71–98 in) Môi trường sống: Rừng, xavan, cây bụi và sa mạc Thức ăn: Cây bụi                                                                  | LC · 300.000–350.000                    |
| Linh dương bụi rậm phương Bắc | T. scriptus (Pallas, 1766) 8 phân loài - T. s. bor - T. s. decula - T. s. fasciatus - T. s. knutsoni - T. s. meneliki - T. s. ornatus - T. s. scriptus - T. s. sylvaticus | Miền tây và trung châu Phi       | Kích thước: dài 105–150 cm (41–59 in), cộng đuôi 19–25 cm (7–10 in) Môi trường sống: Rừng, xavan, cây bụi và đồng cỏ Thức ăn: Cây bụi                                   | LC · 1.000.000–1.500.000                |
| Linh dương Kudu nhỏ           | T. imberbis (Blyth, 1869) | Đông Phi                         | Kích thước: dài 110–175 cm (43–69 in), cộng đuôi 26–30 cm (10–12 in) Môi trường sống: Rừng, xavan và cây bụi Thức ăn: Lá cây, cây bụi và thảo mộc                       | NT · 80.000–100.000                     |
| Linh dương Nyala miền núi     | T. buxtoni (Lydekker, 1910) | Miền trung Ethiopia              | Kích thước: dài 190–260 cm (75–102 in) Môi trường sống: Rừng, cây bụi và đồng cỏ Thức ăn: Cỏ, thảo mộc và cây bụi                                                       | EN · 1.500–2.500                        |
| Linh dương Nyala              | T. angasii Angas, 1849 | Đông nam châu Phi                | Kích thước: dài 132–198 cm (52–78 in), cộng đuôi 35–55 cm (14–22 in) Môi trường sống: Rừng, xavan và cây bụi Thức ăn: Lá và quả, cũng như cỏ                            | LC · 20.000–27.500                      |
| Linh dương Sitatunga          | T. spekii P. L. Sclater, 1863 5 phân loài - T. s. gratus - T. s. larkenii - T. s. selousi - T. s. spekii - T. s. sylvestris                                               | Trung Phi                        | Kích thước: dài 115–170 cm (45–67 in), cộng đuôi 18–30 cm (7–12 in) Môi trường sống: Rừng, xavan, cây bụi, đồng cỏ và đất ngập nước nội địa Thức ăn: Cỏ, cói và cây bụi | LC · 90.000–120.000                     |

### Phân họ Dê cừu (Caprinae)
| Tên thông thường | Tên khoa học và phân loài | Phân bố | Kích thước và môi trường sống | Tình trạng bảo tồn và số lượng ước tính |
| ---------------- | --- | ------- | --- | --------------------------------------- |
| Cừu Barbary      | A. lervia (Pallas, 1777) 6 phân loài - A. l. angusi - A. l. blainei - A. l. fassini - A. l. lervia - A. l. ornatus (Cừu Barbary Ai Cập) - A. l. sahariensis | Bắc Phi | Kích thước: dài 130–165 cm (51–65 in), cộng đuôi 12–25 cm (5–10 in) Môi trường sống: Xavan, cây bụi, đồng cỏ, vùng đá và sa mạc Thức ăn: Cỏ, cây bụi và cây thân thảo | VU · 5.000–10.000                       |

| Tên thông thường       | Tên khoa học và phân loài | Phân bố    | Kích thước và môi trường sống | Tình trạng bảo tồn và số lượng ước tính |
| ---------------------- | ------------------------- | ---------- | --- | --------------------------------------- |
| Dê núi sừng ngắn Ả Rập | A. jayakari Thomas, 1894  | Đông Ả Rập | Kích thước: dài 93–95 cm (37–37 in), cộng đuôi dài tới 8–10 cm (3–4 in) Môi trường sống: Cây bụi, vùng đá và sa mạc Thức ăn: Cỏ, cây thân thảo, cây bụi và cây cối | EN · 2.200–2.300                        |

| Tên thông thường   | Tên khoa học và phân loài | Phân bố       | Kích thước và môi trường sống | Tình trạng bảo tồn và số lượng ước tính |
| ------------------ | --- | ------------- | --- | --------------------------------------- |
| Trâu rừng Tây Tạng | B. taxicolor Hodgson, 1850 4 phân loài - B. t. bedfordi (Linh ngưu vàng) - B. t. taxicolor (Linh ngưu Mishmi) - B. t. tibetana (Linh ngưu Tứ Xuyên) - B. t. whitei (Linh ngưu Bhutan) | Đông Himalaya | Kích thước: dài 170–220 cm (67–87 in), cộng đuôi 15 cm (6 in) Môi trường sống: Rừng, cây bụi và đồng cỏ Thức ăn: Cỏ, măng, cây thân thảo và lá | VU · Không rõ                           |

| Tên thông thường       | Tên khoa học và phân loài | Phân bố                                                 | Kích thước và môi trường sống | Tình trạng bảo tồn và số lượng ước tính                   |
| ---------------------- | --- | ------------------------------------------------------- | --- | --------------------------------------------------------- |
| Dê núi Alps            | C. ibex Linnaeus, 1758 | Dãy Alps                                                | Kích thước: dài 130–140 cm (51–55 in), cộng đuôi 12–15 cm (5–6 in) Môi trường sống: Đồng cỏ và vùng đá Thức ăn: Cỏ và thảo mộc, cũng như cây thân gỗ và thực vật hoa ẩn          | LC · 53.000                                               |
| Sơn dương Đông Kavkaz  | C. cylindricornis (Blyth, 1841) | Dãy núi Kavkaz ở Đông Âu                                | Kích thước: dài 120–165 cm (47–65 in), cộng đuôi 10–14 cm (4–6 in) Môi trường sống: Rừng, cây bụi, đồng cỏ và vùng đá Thức ăn: Cỏ, cây cối và nhiều loại thực vật khác           | NT · 23.000                                               |
| Dê núi Iberia          | C. pyrenaica Schinz, 1838 | Bán đảo Iberia                                          | Kích thước: dài 100–140 cm (39–55 in), cộng đuôi 10–15 cm (4–6 in) Môi trường sống: Rừng, cây bụi và vùng đá Thức ăn: Lá, hạt sồi, cây thân thảo và cỏ                           | LC · 50.000                                               |
| Sơn dương núi Pakistan | C. falconeri (Wagner, 1839) 3 phân loài - C. f. falconeri (Sơn dương Astor) - C. f. heptneri (Sơn dương Bukhara) - C. f. megaceros (Sơn dương Kabul)                                                       | Trung Á                                                 | Kích thước: dài 140–185 cm (55–73 in), cộng đuôi 8–14 cm (3–6 in) Môi trường sống: Rừng, cây bụi và vùng đá Thức ăn: Cỏ và lá cây                                                | NT · 5.800                                                |
| Dê núi Nubia           | C. nubiana F. Cuvier, 1825 | Bắc Phi và Trung Đông                                   | Kích thước: dài 105–125 cm (41–49 in) Môi trường sống: Cây bụi, vùng đá và sa mạc Thức ăn: Nhiều loại cây thân thảo và thân gỗ                                                   | VU · 4.500                                                |
| Dê núi Siberia         | C. sibirica (Pallas, 1776) | Trung Á                                                 | Kích thước: dài 130–165 cm (51–65 in), cộng đuôi 10–18 cm (4–7 in) Môi trường sống: Rừng, cây bụi, đồng cỏ, vùng đá và sa mạc Thức ăn: Cỏ, cũng như các loại thảo mộc và cây bụi | NT · 102.000–150.000                                      |
| Dê núi Walia           | C. walie Rüppell, 1835 | Đông bắc châu Phi                                       | Kích thước: dài 150–170 cm (59–67 in), cộng đuôi 20–25 cm (8–10 in) Môi trường sống: Cây bụi, đồng cỏ và vùng đá Thức ăn: Cây bụi, thảo mộc, địa y và cỏ                         | VU · 600                                                  |
| Sơn dương Tây Kavkaz   | C. caucasica Güldenstädt, Pallas, 1783 2 phân loài - C. c. caucasica - C. c. severtzovi | Dãy núi Kavkaz ở Đông Âu                                | Kích thước: dài 120–165 cm (47–65 in), cộng đuôi 10–14 cm (4–6 in) Môi trường sống: Rừng, cây bụi, đồng cỏ và vùng đá Thức ăn: Cỏ, cây và nhiều loại thực vật khác               | EN · 3.000–4.000                                          |
| Dê hoang dã            | C. aegagrus Erxleben, 1777 5 phân loài - C. a. aegagrus (Dê núi Bezoar) - C. a. blythi (Dê hoang Sindh) - C. a. chialtanensis (Dê hoang Chilta) - C. a. turcmenica (Dê hoang Turk) - C. a. hircus (Dê nhà) | Tây Á (dê thuần hóa trong nông nghiệp phân bố toàn cầu) | Kích thước: dài 115–170 cm (45–67 in) Môi trường sống: Rừng, cây bụi, đồng cỏ, vùng đá và sa mạc Thức ăn: Cỏ, cây thân thảo và cây bụi, cũng như cây gỗ                          | NT · 70.000 · (khoảng 1 tỷ cá thể dùng trong nông nghiệp) |

| Tên thông thường   | Tên khoa học và phân loài | Phân bố                | Kích thước và môi trường sống | Tình trạng bảo tồn và số lượng ước tính |
| ------------------ | --- | ---------------------- | --- | --------------------------------------- |
| Tỳ linh Nhật Bản   | C. crispus (Temminck, 1836) | Nhật Bản               | Kích thước: dài khoảng 130 cm (51 in) Môi trường sống: Rừng, cây bụi và đồng cỏ Thức ăn: Lá, chồi và hạt sồi                               | LC · Không rõ                           |
| Sơn dương đại lục  | C. sumatraensis (Bechstein, 1799) 3 phân loài - C. s. maritimus (Sơn dương Đông Dương) - C. s. sumatraensis (Sơn dương Sumatra) - C. s. thar (Sơn dương Himalaya) | Himalaya và Đông Nam Á | Kích thước: dài 140–155 cm (55–61 in), cộng đuôi 8–16 cm (3–6 in) Môi trường sống: Rừng, cây bụi, đồng cỏ và đá Thức ăn: Lá và cành cây    | VU · Không rõ                           |
| Sơn dương đỏ       | C. rubidus (Blyth, 1863) | Đông Nam Á             | Kích thước: dài 140–155 cm (55–61 in) Môi trường sống: Rừng, cây bụi và đá Thức ăn: Cỏ, chồi và lá                                         | NT · Không rõ                           |
| Sơn dương Đài Loan | C. swinhoei Gray, 1862 | Đài Loan               | Kích thước: dài 80–114 cm (31–45 in), cộng đuôi 7–12 cm (3–5 in) Môi trường sống: Rừng, cây bụi, đồng cỏ và vùng đá Thức ăn: Cỏ và cây bụi | LC · Không rõ                           |

| Tên thông thường          | Tên khoa học và phân loài      | Phân bố      | Kích thước và môi trường sống | Tình trạng bảo tồn và số lượng ước tính |
| ------------------------- | ------------------------------ | ------------ | --- | --------------------------------------- |
| Dê núi sừng ngắn Himalaya | H. jemlahicus (H. Smith, 1826) | Dãy Himalaya | Kích thước: dài 90–140 cm (35–55 in) Môi trường sống: Rừng, cây bụi, đồng cỏ và vùng đá Thức ăn: Cây thân thảo, cây bụi, cỏ và cói | NT · Không rõ                           |

| Tên thông thường   | Tên khoa học và phân loài                                                   | Phân bố      | Kích thước và môi trường sống | Tình trạng bảo tồn và số lượng ước tính |
| ------------------ | --------------------------------------------------------------------------- | ------------ | --- | --------------------------------------- |
| Sơn dương Hoa Nam  | N. griseus (Milne-Edwards, 1874) 2 phân loài - N. g. evansi - N. g. griseus | Đông Nam Á   | Kích thước: dài 88–118 cm (35–46 in), cộng đuôi 11–20 cm (4–8 in) Môi trường sống: Rừng, cây bụi và vùng đá Thức ăn: Cỏ, lá, cành cây và quả hạch            | NE · Không rõ                           |
| Ban linh Himalaya  | N. goral (Hardwicke, 1825) 2 phân loài - N. g. bedfordi - N. g. goral       | Dãy Himalaya | Kích thước: dài 81–130 cm (32–51 in) Môi trường sống: Rừng, cây bụi, đồng cỏ và vùng đá Thức ăn: Cỏ, lá, cành cây, trái cây và quả hạch                      | NT · Không rõ                           |
| Sơn dương đuôi dài | N. caudatus (H. Milne-Edwards, 1867)                                        | Đông Á       | Kích thước: dài 81–129 cm (32–51 in) Môi trường sống: Rừng, cây bụi, đồng cỏ và vùng đá Thức ăn: Cỏ, thảo mộc, chồi, lá, quả hạch, cũng như trái cây         | VU · 2.500–10.000                       |
| Sơn dương Mãn Châu | N. baileyi Pocock, 1914                                                     | Đông Á       | Kích thước: dài 93–103 cm (37–41 in), cộng đuôi 7–10 cm (3–4 in) Môi trường sống: Rừng, cây bụi và vùng đá Thức ăn: Địa y, cũng như cỏ, chồi, lá và cành cây | VU · 7.000–10.000                       |

| Tên thông thường         | Tên khoa học và phân loài   | Phân bố        | Kích thước và môi trường sống | Tình trạng bảo tồn và số lượng ước tính |
| ------------------------ | --------------------------- | -------------- | --- | --------------------------------------- |
| Dê núi sừng ngắn Nilgiri | N. hylocrius (Ogilby, 1838) | Miền nam Ấn Độ | Kích thước: dài 90–140 cm (35–55 in), cộng đuôi 9–12 cm (4–5 in) Môi trường sống: Cây bụi, đồng cỏ và vùng đá Thức ăn: Cỏ và cây thân thảo | EN · 1.800–2.000                        |

| Tên thông thường | Tên khoa học và phân loài        | Phân bố         | Kích thước và môi trường sống | Tình trạng bảo tồn và số lượng ước tính |
| ---------------- | -------------------------------- | --------------- | --- | --------------------------------------- |
| Dê núi Bắc Mỹ    | O. americanus (Blainville, 1816) | Miền tây Bắc Mỹ | Kích thước: dài 120–160 cm (47–63 in), cộng đuôi 8–20 cm (3–8 in) Môi trường sống: Rừng, cây bụi, đồng cỏ và vùng đá Thức ăn: Cỏ, cây thân thảo, cói, dương xỉ, rêu, địa y, cành cây và lá cây | LC · 48.000–62.000                      |

| Tên thông thường | Tên khoa học và phân loài       | Phân bố                       | Kích thước và môi trường sống | Tình trạng bảo tồn và số lượng ước tính |
| ---------------- | ------------------------------- | ----------------------------- | --- | --------------------------------------- |
| Bò xạ hương      | O. moschatus (Zimmermann, 1780) | Bắc Cực (vùng du nhập màu đỏ) | Kích thước: dài 190–270 cm (75–106 in), cộng đuôi 7–12 cm (3–5 in) Môi trường sống: Đồng cỏ Thức ăn: Cói và cỏ, cũng như cây bụi và một số cây thân thảo | LC · 133.900–136.900                    |

| Tên thông thường | Tên khoa học và phân loài | Phân bố                 | Kích thước và môi trường sống | Tình trạng bảo tồn và số lượng ước tính                    |
| ---------------- | --- | ----------------------- | --- | ---------------------------------------------------------- |
| Cừu Argali       | O. ammon Linnaeus, 1758 9 phân loài - O. a. ammon (Cừu núi Argali) - O. a. collium (Cừu Karaganda) - O. a. darwini (Cừu Gobi) - O. a. hodgsonii (Cừu Tây Tạng) - O. a. jubata (Cừu Hoa Bắc) - O. a. karelini (Cừu Thiên Sơn) - O. a. nigrimontana (Cừu Kara Tau) - O. a. polii (Cừu Marco Polo) - O. a. severtzovi (Cừu Severtzov) | Trung và đông châu Á    | Kích thước: dài 120–190 cm (47–75 in) Môi trường sống: Rừng, cây bụi, đồng cỏ, vùng đá và sa mạc Thức ăn: Cỏ, cói, một số loại thảo mộc và địa y                              | NT · Không rõ                                              |
| Cừu sừng lớn     | O. canadensis Shaw, 1804 3 phân loài - O. c. canadensis (Cừu sừng lớn Núi Rocky) - O. c. nelsoni (Cừu sừng lớn sa mạc) - O. c. sierrae (Cừu sừng lớn Sierra Nevada) | Miền tây Bắc Mỹ         | Kích thước: dài 160–180 cm (63–71 in) Môi trường sống: Đồng cỏ và vùng đá Thức ăn: Cỏ, cũng như cây thân thảo và cây bụi                                                      | LC · 49.000                                                |
| Cừu sừng mảnh    | O. dalli Nelson, 1884 2 phân loài - O. d. dalli - O. d. stonei (Cừu đá) | Tây bắc Bắc Mỹ          | Kích thước: dài 130–180 cm (51–71 in), cộng đuôi 7–12 cm (3–5 in) Môi trường sống: Cây bụi, đồng cỏ và vùng đá Thức ăn: Cỏ và cói                                             | LC · 66.600                                                |
| Cừu Mouflon      | O. gmelini Blyth, 1841 4 phân loài - O. g. gmelini (Cừu Mouflon Armenia) - O. g. isphahanica (Cừu Mouflon Esfahan) - O. g. laristanica (Cừu Mouflon Laristan) - O. g. ophion (Cừu Mouflon Síp) | Tây Á                   | Kích thước: dài 105–140 cm (41–55 in), cộng đuôi 12–13 cm (5–5 in) Môi trường sống: Rừng, cây bụi, đồng cỏ và vùng đá Thức ăn: Cỏ và cây bụi                                  | NT · 26.500                                                |
| Cừu nhà          | O. aries Linnaeus, 1758 | Toàn cầu (Đã thuần hóa) | Kích thước: dài 120–180 cm (47–71 in), cộng đuôi 7–15 cm (3–6 in) Môi trường sống: Xavan, đồng cỏ, sa mạc, rừng và vùng đá Thức ăn: Cỏ, như cũng như nhiều loại thảm thực vật | NE · Không rõ · (khoảng 1,2 tỷ cá thể dùng trong canh tác) |
| Cừu tuyết        | O. nivicola Eschscholtz, 1829 6 phân loài - O. n. alleni (Cừu Okhotsk) - O. n. borealis (Cừu tuyết Putorana) - O. n. koriakorum (Cừu tuyết Koryak) - O. n. nivicola (Cừu tuyết Kamchatka) - O. n. tschuktschorum (Cừu tuyết Chukotsk) - O. n. zydekkeri (Cừu tuyết Yakut)                                                          | Miền đông nước Nga      | Kích thước: dài 126–188 cm (50–74 in) Môi trường sống: Rừng, cây bụi, đồng cỏ và vùng đá Thức ăn: Cỏ, cũng như địa y, rêu và mầm liễu                                         | LC · Không rõ                                              |
| Cừu núi Trung Á  | O. vignei Blyth, 1841 | Trung và nam châu Á     | Kích thước: dài 120–160 cm (47–63 in), cộng đuôi 11–13 cm (4–5 in) Môi trường sống: Rừng, cây bụi, đồng cỏ và vùng đá Thức ăn: Cỏ và cây bụi                                  | VU · 18.000                                                |

| Tên thông thường    | Tên khoa học và phân loài | Phân bố               | Kích thước và môi trường sống                                                          | Tình trạng bảo tồn và số lượng ước tính |
| ------------------- | ------------------------- | --------------------- | -------------------------------------------------------------------------------------- | --------------------------------------- |
| Linh dương Tây Tạng | P. hodgsonii (Abel, 1826) | Cao nguyên Thanh Tạng | Kích thước: dài 120–130 cm (47–51 in) Môi trường sống: Đồng cỏ Thức ăn: Cỏ và thảo mộc | NT · 100.000–150.000                    |

| Tên thông thường | Tên khoa học và phân loài | Phân bố      | Kích thước và môi trường sống | Tình trạng bảo tồn và số lượng ước tính |
| ---------------- | ------------------------- | ------------ | --- | --------------------------------------- |
| Cừu Bharal       | P. nayaur (Hodgson, 1833) | Dãy Himalaya | Kích thước: dài 120–140 cm (47–55 in) Môi trường sống: Rừng, cây bụi, đồng cỏ, vùng đá và sa mạc Thức ăn: Cỏ, thảo mộc núi cao và địa y | LC · 47.000–414.000                     |

| Tên thông thường                | Tên khoa học và phân loài | Phân bố                                      | Kích thước và môi trường sống | Tình trạng bảo tồn và số lượng ước tính |
| ------------------------------- | --- | -------------------------------------------- | --- | --------------------------------------- |
| Sơn dương Chamois               | R. rupicapra (Linnaeus, 1758) 7 phân loài - R. r. asiatica (Sơn dương Tiểu Á) - R. r. balcanica (Sơn dương Balkan) - R. r. carpatica (Sơn dương Karpat) - R. r. cartusiana (Sơn dương Chartreuse) - R. r. caucasica (Sơn dương Kavkaz) - R. r. rupicapra (Sơn dương Alpine) - R. r. tatrica (Sơn dương Tatra) | Châu Âu và Tây Á (phạm vi trước đây màu xám) | Kích thước: dài 110–135 cm (43–53 in) Môi trường sống: Rừng, cây bụi, đồng cỏ và vùng đá Thức ăn: Cỏ, thảo mộc, lá cây, chồi, mầm và nấm                                              | LC · 300.000                            |
| Sơn dương Chamois vùng Pyrénées | R. pyrenaica Bonaparte, 1845 3 phân loài - R. p. ornata - R. p. parva (Sơn dương Cantabria) - R. p. pyrenaica | Nam Âu                                       | Kích thước: dài 90–130 cm (35–51 in), cộng đuôi 3–4 cm (1–2 in) Môi trường sống: Rừng, cây bụi, đồng cỏ và vùng đá Thức ăn: Các loại thảo mộc và hoa, cũng như địa y, rêu và chồi non | LC · 50.000                             |

### Phân họ Kỉ linh (Cephalophinae)
| Tên thông thường            | Tên khoa học và phân loài | Phân bố               | Kích thước và môi trường sống | Tình trạng bảo tồn và số lượng ước tính |
| --------------------------- | --- | --------------------- | --- | --------------------------------------- |
| Linh dương hoẵng Abbott     | C. spadix True, 1890 | Tanzania              | Kích thước: dài 97–140 cm (38–55 in), cộng đuôi 8–13 cm (3–5 in) Môi trường sống: Rừng và cây bụi Thức ăn: Lá, quả, hoa và rêu                                 | EN · 1.500                              |
| Linh dương hoẵng Ader       | C. adersi (Thomas, 1918) | Đông Phi              | Kích thước: dài 66–72 cm (26–28 in), cộng đuôi 9–12 cm (4–5 in) Môi trường sống: Rừng và cây bụi Thức ăn: Lá, hạt, chồi, nụ và quả                             | VU · 14.000                             |
| Linh dương nam Phi          | C. dorsalis Gray, 1846 2 phân loài - C. d. castaneus (Linh dương nam Phi miền Đông) - C. d. dorsalis (Linh dương nam Phi miền Tây)                                         | Tây và nam châu Phi   | Kích thước: dài 70–100 cm (28–39 in) Môi trường sống: Rừng Thức ăn: Trái cây và lá cây, cũng như chim                                                          | NT · Không rõ                           |
| Linh dương hoẵng đen        | C. niger (Gray, 1846) | Tây Phi               | Kích thước: dài 80–90 cm (31–35 in), cộng đuôi 12–14 cm (5–6 in) Môi trường sống: Rừng Thức ăn: Hoa, lá, cây bụi, cỏ, trái cây, côn trùng và trứng             | LC · Không rõ                           |
| Linh dương hoẵng trán đen   | C. nigrifrons (Gray, 1871) 6 phân loài - C. n. fosteri - C. n. hooki - C. n. hypoxanthus - C. n. kivuensis - C. n. nigrifrons - C. n. rubidus (Linh dương hoẵng Ruwenzori) | Trung Phi             | Kích thước: dài 80–170 cm (31–67 in), cộng đuôi 7–15 cm (3–6 in) Môi trường sống: Rừng và cây bụi Thức ăn: Trái cây và lá cây                                  | LC · Không rõ                           |
| Linh dương nam Phi Brooke   | C. brookei (Thomas, 1903) | Tây Phi               | Kích thước: dài khoảng 100 cm (39 in), cộng đuôi 12 cm (5 in) Môi trường sống: Rừng Thức ăn: Trái cây và lá cây                                                | NE · Không rõ                           |
| Linh dương thân bạc         | C. jentinki Thomas, 1892 | Tây Phi               | Kích thước: dài 130–150 cm (51–59 in), cộng đuôi 12–16 cm (5–6 in) Môi trường sống: Rừng Thức ăn: Trái cây, quả hạch và thân cây                               | EN · 2.000                              |
| Linh dương trung Phi        | C. ogilbyi (Waterhouse, 1838) | Tây Phi               | Kích thước: dài 85–115 cm (33–45 in), cộng đuôi 12–15 cm (5–6 in) Môi trường sống: Rừng Thức ăn: Trái cây và lá cây                                            | LC · Không rõ                           |
| Linh dương hoẵng Peters     | C. callipygus (Peters, 1876) | Miền tây Trung Phi    | Kích thước: dài 94–109 cm (37–43 in), cộng đuôi 8–15 cm (3–6 in) Môi trường sống: Rừng Thức ăn: Trái cây và lá cây                                             | LC · Không rõ                           |
| Linh dương hoẵng đỏ         | C. natalensis (Smith, 1834) 2 phân loài - C. n. harveyi - C. n. natalensis                                                                                                 | Đông nam châu Phi     | Kích thước: dài 75–87 cm (30–34 in), cộng đuôi 9–14 cm (4–6 in) Môi trường sống: Rừng và cây bụi Thức ăn: Trái cây và lá cây                                   | LC · Không rõ                           |
| Linh dương hoẵng sườn đỏ    | C. rufilatus (Gray, 1846) | Tây và trung châu Phi | Kích thước: dài 60–80 cm (24–31 in) Môi trường sống: Rừng và xavan Thức ăn: Lá và quả, cũng như hoa và cành cây                                                | LC · Không rõ                           |
| Linh dương hoẵng Weyns      | C. weynsi (Thomas, 1901) 3 phân loài - C. w. johnstoni - C. w. lestradei - C. w. weynsi                                                                                    | Trung Phi             | Kích thước: dài 80–115 cm (31–45 in), cộng đuôi 8–16 cm (3–6 in) Môi trường sống: Rừng Thức ăn: Trái cây và lá cây                                             | LC · Không rõ                           |
| Linh dương hoẵng bụng trắng | C. leucogaster (Gray, 1873) 2 phân loài - C. l. arrhenii - C. l. leucogaster                                                                                               | Trung Phi             | Kích thước: dài 78–100 cm (31–39 in), cộng đuôi 8–15 cm (3–6 in) Môi trường sống: Rừng Thức ăn: Trái cây, lá và hoa                                            | NT · Không rõ                           |
| Linh dương hoẵng chân trắng | C. crusalbum Grubb, 1978 | Tây Phi               | Kích thước: dài 85–115 cm (33–45 in), cộng đuôi 12–15 cm (5–6 in) Môi trường sống: Rừng Thức ăn: Trái cây và lá cây                                            | NT · 13.000                             |
| Linh dương lưng vàng        | C. silvicultor (Afzelius, 1815) 4 phân loài - C. s. curticeps - C. s. longiceps - C. s. ruficrista - C. s. silvicultor                                                     | Trung và tây châu Phi | Kích thước: dài 115–145 cm (45–57 in), cộng đuôi 11–18 cm (4–7 in) Môi trường sống: Rừng, xavan và cây bụi Thức ăn: Trái cây, cũng như lá, hạt, nụ, vỏ và chồi | NT · Không rõ                           |
| Linh dương lưng vằn         | C. zebra (Gray, 1838) | Tây Phi               | Kích thước: dài 70–90 cm (28–35 in), cộng đuôi 10–15 cm (4–6 in) Môi trường sống: Rừng Thức ăn: Trái cây và lá cây                                             | VU · 9.500                              |

| Tên thông thường         | Tên khoa học và phân loài | Phân bố               | Kích thước và môi trường sống                                                                                            | Tình trạng bảo tồn và số lượng ước tính |
| ------------------------ | --- | --------------------- | --- | --------------------------------------- |
| Linh dương hoẵng lam     | P. monticola (Thunberg, 1789) 12 phân loài - P. m. aequatorialis - P. m. anchietae - P. m. bicolor - P. m. congicus - P. m. defriesi - P. m. hecki - P. m. lugens - P. m. melanorheus - P. m. monticola - P. m. musculoides - P. m. simpsoni - P. m. sundevalli | Trung và nam châu Phi | Kích thước: dài 55–72 cm (22–28 in), cộng đuôi 7–13 cm (3–5 in) Môi trường sống: Rừng Thức ăn: Trái cây, hạt, hoa và nấm | LC · Không rõ                           |
| Linh dương hoẵng Maxwell | P. maxwellii (H. Smith, 1827) 2 phân loài - P. m. danei - P. m. maxwellii | Tây Phi               | Kích thước: dài 36–40 cm (14–16 in) Môi trường sống: Rừng và cây bụi Thức ăn: Lá và trái cây                             | LC · Không rõ                           |
| Linh dương hoẵng Walter  | P. walteri Colyn, Huselman, Sonet, Oudé, Winters, Natta, Nagy, Verheyen, 2010 | Tây Phi               | Kích thước: Tương tự như Linh dương hoẵng Maxwel Môi trường sống: Cây bụi Thức ăn: Lá và trái cây                        | DD · Không rõ                           |

| Tên thông thường              | Tên khoa học và phân loài | Phân bố            | Kích thước và môi trường sống | Tình trạng bảo tồn và số lượng ước tính |
| ----------------------------- | --- | ------------------ | --- | --------------------------------------- |
| Linh dương hoẵng thông thường | S. grimmia (Linnaeus, 1758) 13 phân loài - S. g. altivallis - S. g. caffra - S. g. campbelliae - S. g. coronata - S. g. grimmia - S. g. hindei - S. g. lobeliarum - S. g. madoqua - S. g. nyansae - S. g. orbicularis - S. g. pallidior - S. g. splendidula - S. g. steinhardti | Châu Phi Hạ Sahara | Kích thước: dài 70–105 cm (28–41 in), cộng đuôi 10–20 cm (4–8 in) Môi trường sống: Rừng, xavan, cây bụi, đồng cỏ và sa mạc Thức ăn: Nhiều loại tán lá, thảo mộc, trái cây, hạt giống và cây trồng | LC · Không rõ                           |

### Phân họ Mã linh (Hippotraginae)
| Tên thông thường              | Tên khoa học và phân loài           | Phân bố                             | Kích thước và môi trường sống | Tình trạng bảo tồn và số lượng ước tính |
| ----------------------------- | ----------------------------------- | ----------------------------------- | --- | --------------------------------------- |
| Linh dương sừng xoắn châu Phi | A. nasomaculatus (Blainville, 1816) | Phân bố rải rác ở phía tây châu Phi | Kích thước: dài 150–170 cm (59–67 in), cộng đuôi 25–35 cm (10–14 in) Môi trường sống: Xavan, đồng cỏ và sa mạc Thức ăn: Cỏ và cây bụi | CR · 30–90                              |

| Tên thông thường        | Tên khoa học và phân loài | Phân bố                               | Kích thước và môi trường sống | Tình trạng bảo tồn và số lượng ước tính |
| ----------------------- | --- | ------------------------------------- | --- | --------------------------------------- |
| Linh dương lam          | H. leucophaeus (Pallas, 1766) | Mũi phía nam của châu Phi (trước đây) | Kích thước: dài 230–300 cm (91–118 in) Môi trường sống: Đồng cỏ Thức ăn: Cỏ                                                                                           | EX · 0                                  |
| Linh dương lang         | H. equinus (Desmarest, 1804) 6 phân loài - H. e. bakeri - H. e. cottoni - H. e. equinus - H. e. koba - H. e. langheldi - H. e. scharicus                                                              | Châu Phi Hạ Sahara                    | Kích thước: dài 190–240 cm (75–94 in), cộng đuôi 37–48 cm (15–19 in) Môi trường sống: Rừng, xavan, cây bụi và đồng cỏ Thức ăn: Cỏ                                     | LC · 50.000–60.000                      |
| Linh dương đen Đông Phi | H. niger (Harris, 1838) 4 phân loài - H. n. kirkii (Linh dương đen Zambia) - H. n. niger (Linh dương đen miền Nam) - H. n. roosevelti (Linh dương đen miền Đông) - H. n. variani (Linh dương đen lớn) | Đông nam châu Phi                     | Kích thước: dài 190–255 cm (75–100 in), cộng đuôi 40–75 cm (16–30 in) Môi trường sống: Rừng, xavan, cây bụi và đồng cỏ Thức ăn: Cỏ, cũng như thực vật thân thảo và lá | LC · 50.000–60.000                      |

| Tên thông thường               | Tên khoa học và phân loài | Phân bố           | Kích thước và môi trường sống | Tình trạng bảo tồn và số lượng ước tính |
| ------------------------------ | --- | ----------------- | --- | --------------------------------------- |
| Linh dương sừng thẳng Ả Rập    | O. leucoryx (Pallas, 1777) | Bán đảo Ả Rập     | Kích thước: dài 153–235 cm (60–93 in), cộng đuôi 45–90 cm (18–35 in) Môi trường sống: Sa mạc Thức ăn: Cỏ và cây bụi                                                          | VU · 850                                |
| Linh dương sừng thẳng Đông Phi | O. beisa (Rüppell, 1835) 2 phân loài - O. b. beisa (Linh dương sừng thẳng thông thường) - O. b. callotis (Linh dương sừng thẳng tai rìa) | Đông Phi          | Kích thước: dài 153–170 cm (60–67 in), cộng đuôi 45–50 cm (18–20 in) Môi trường sống: Xavan, cây bụi, đồng cỏ và sa mạc Thức ăn: Cỏ và cây bụi, cũng như dưa, rễ, chồi và củ | EN · 11.000–13.000                      |
| Linh dương Gemsbok             | O. gazella (Linnaeus, 1758) | Miền nam châu Phi | Kích thước: dài 180–195 cm (71–77 in) Môi trường sống: Xavan, cây bụi, đồng cỏ và sa mạc Thức ăn: Cỏ và cây bụi, cũng như dưa, rễ, chồi và củ                                | LC · Không rõ                           |
| Linh dương sừng mác            | O. dammah (Cretzschmar, 1827) | Bảo tồn ở Tchad   | Kích thước: dài 190–220 cm (75–87 in), cộng đuôi 45–60 cm (18–24 in) Môi trường sống: Xavan, cây bụi và sa mạc Thức ăn: Cỏ, thảo mộc, rễ và chồi, cũng như trái cây và rau   | EW · Không rõ                           |

### Phân họ Vi linh (Reduncinae)
| Tên thông thường              | Tên khoa học và phân loài | Phân bố                                                                               | Kích thước và môi trường sống | Tình trạng bảo tồn và số lượng ước tính |
| ----------------------------- | --- | ------------------------------------------------------------------------------------- | --- | --------------------------------------- |
| Linh dương Kob                | K. kob (Erxleben, 1777) 3 phân loài - K. k. kob (Linh dương Kob Buffon) - K. k. leucotis (Linh dương Kob tai trắng) - K. k. thomasi (Linh dương đồng lầy Uganda) | Miền trung và tây châu Phi                                                            | Kích thước: dài 160–180 cm (63–71 in), cộng đuôi 10–15 cm (4–6 in) Môi trường sống: Xavan, cây bụi, đồng cỏ và đất ngập nước Thức ăn: Cỏ              | LC · 500.000–1.000.000                  |
| Linh dương đồng cỏ phương nam | K. leche · Gray, 1850 · 4 phân loài - K. l. kafuensis (Linh dương đồng cỏ Kafue) - K. l. leche (Linh dương đồng cỏ đỏ) - K. l. robertsi (Linh dương đồng cỏ Roberts) - K. l. smithemani (Linh dương đồng cỏ đen) | Phân bố rải rác ở phía nam châu Phi                                                   | Kích thước: dài 130–180 cm (51–71 in), cộng đuôi 30–45 cm (12–18 in) Môi trường sống: Rừng, đồng cỏ và đất ngập nước Thức ăn: Cỏ bãi bồi và thủy sinh | NT · Không rõ                           |
| Linh dương đồng cỏ sông Nile  | K. megaceros (Fitzinger, 1855) | Nam Sudan và Ethiopia                                                                 | Kích thước: dài 130–180 cm (51–71 in), cộng đuôi 45–50 cm (18–20 in) Môi trường sống: Đồng cỏ và đất ngập nước Thức ăn: Cỏ và thực vật thủy sinh      | EN · Không rõ                           |
| Linh dương Puku               | K. vardonii (Livingstone, 1857) 2 phân loài - K. v. senganus - K. v. vardonii | Phân bố rải rác ở phía nam trung tâm châu Phi                                         | Kích thước: dài 126–142 cm (50–56 in) Môi trường sống: Xavan, đồng cỏ và đất ngập nước nội địa Thức ăn: Cỏ                                            | NT · Không rõ                           |
| Linh dương nước               | K. ellipsiprymnus (Ogilby, 1833) 13 phân loài - K. e. adolfifriderici - K. e. annectens - K. e. crawshayi (Linh dương nước Defassa Crawshay) - K. e. defassa - K. e. ellipsiprymnus - K. e. harnieri - K. e. kondensis - K. e. pallidus - K. e. penricei (Linh dương nước Defassa Angola) - K. e. thikae - K. e. tjaederi - K. e. tschadensis - K. e. unctuosus | Châu Phi hạ Sahara (phân loài ellipsiprymnus, kondensis, pallidus và thikae màu vàng) | Kích thước: dài 177–235 cm (70–93 in) Môi trường sống: Rừng, xavan, cây bụi và đồng cỏ Thức ăn: Cỏ và cây bụi                                         | LC · Không rõ                           |

| Tên thông thường         | Tên khoa học và phân loài    | Phân bố           | Kích thước và môi trường sống                                                                                  | Tình trạng bảo tồn và số lượng ước tính |
| ------------------------ | ---------------------------- | ----------------- | --- | --------------------------------------- |
| Linh dương xám sừng ngắn | P. capreolus (Forster, 1790) | Miền nam châu Phi | Kích thước: dài 115–125 cm (45–49 in) Môi trường sống: Xavan và đồng cỏ Thức ăn: Cây bụi và thực vật thân thảo | NT · Không rõ                           |

| Tên thông thường            | Tên khoa học và phân loài | Phân bố                                         | Kích thước và môi trường sống | Tình trạng bảo tồn và số lượng ước tính |
| --------------------------- | --- | ----------------------------------------------- | --- | --------------------------------------- |
| Linh dương lau sậy Bohor    | R. redunca (Pallas, 1767) 5 phân loài - R. r. bohor (Linh dương lau sậy Abyssinia) - R. r. cottoni - R. r. nigeriensis - R. r. redunca - R. r. wardi                                                                   | Miền trung châu Phi                             | Kích thước: dài 100–135 cm (39–53 in) Môi trường sống: Xavan, cây bụi và đồng cỏ Thức ăn: Cỏ                                                               | LC · Không rõ                           |
| Linh dương lau sậy miền núi | R. fulvorufula (Afzelius, 1815) 3 phân loài - R. f. adamauae (Linh dương lau sậy miền núi Adamawa) - R. f. chanleri (Linh dương lau sậy miền núi Chanler) - R. f. fulvorufula (Linh dương lau sậy miền núi phương nam) | Các vùng biệt lập ở trung, đông và nam châu Phi | Kích thước: dài 100–124 cm (39–49 in), cộng đuôi 13–20 cm (5–8 in) Môi trường sống: Cây bụi, đồng cỏ và vùng đá Thức ăn: Cỏ                                | EN · Không rõ                           |
| Linh dương lau sậy phía nam | R. arundinum (Boddaert, 1785) | Southern Africa                                 | Kích thước: dài 134–167 cm (53–66 in) Môi trường sống: Xavan, cây bụi, đồng cỏ và đất ngập nước nội địa Thức ăn: Cỏ, cũng như các loại thảo mộc và cây bụi | LC · Không rõ                           |